# Izochinolina
Izochinolina – organiczny związek chemiczny z grupy związków heterocyklicznych zawierających azot. Izochinolina zbudowana jest ze skondensowanego pierścienia benzenowego i pirydynowego. Strukturalny izomer chinoliny.

Izochinolina
Chinolina